# Chomelia barbinervis
Chomelia barbinervis là một loài thực vật có hoa trong họ Thiến thảo. Loài này được Moric. ex Benth. mô tả khoa học đầu tiên năm 1850.